# 队列研究
隊列研究（英語：cohort study）又译世代研究、小组研究、群组研究、定群研究、追蹤研究、梯次研究等，是在医学、社会科学、精算学、生态学等领域中使用的一种縱向研究。它是对风险因子的分析手段，通过对某一特定患病或未患疾病的人群在一定时间内的观察，根据相关性来确定被观察对象疾病變化或患病的風險。它是一种临床研究设计，应与横向研究相互参照。队列研究的对象大多是有特定生活经历的人群及其中的个人。
群體（或）或群组、队列、世代，是指一群在特定时期内有“共同特征或经历”的人，常为具有相仿的年龄、社会阶层；如在某一时期出生或在暴露于某因素（如一种药物、疫苗、污染物或经历特定的医疗过程等）的人。那些出生于某一天或一特定时期的人被称为出生队列（出生群，birth cohort）。与其作比较的对照组可以是普通人群，也可以是没有暴露（或少量暴露）于所研究因素的人群。此外，群體（队列）中还可划分为小群以互相比较。
世代研究可以是前瞻性或回顾性的。

## 外部連結
- Prospective cohorts
- Retrospective cohorts
- Study Design Tutorial Cornell University College of Veterinary Medicine
- Birth cohort study timelines (ESDS Longitudinal)
- Centre for Longitudinal Studies （页面存档备份，存于）